# 압구정고등학교
압구정고등학교(狎鷗亭高等學校)는 대한민국 서울특별시 강남구 압구정동에 위치한 강남 8학군 공립 고등학교이다.

## 학교 연혁
- 1986년 12월 17일 : 구정고등학교 설립 인가
- 1987년 3월 1일 : 유병국 초대 교장 취임
- 1987년 3월 1일 : 제1회 신입생 입학(14학급)
- 1990년 2월 : 제1회 졸업생 14학급 836명 졸업
- 1996년 8월 31일 : 강당 겸 체육관 준공
- 2002년 2월 20일 : 정보화 센터 준공
- 2009년 9월 1일 : 압구정고등학교로 교명 변경
- 2016년 3월 2일 : 서울특별시교육청 지정 학교 간 협력 교육과정 거점학교(직업) 연구학교 운영
- 2022년 3월 1일 : 제18대 신현명 교장 취임
- 2023년 2월 3일 : 제34회 졸업식 (198명, 총 졸업생 18,246명)

## 참고 자료
- 압구정고등학교 - 한국교육학술정보원 학교알리미